# Alban Pnishi
Alban Pnishi, né le 20 octobre 1990 à Zurich (Suisse), est un footballeur international kosovar, qui évolue au poste de défenseur central au KF Feronikeli.

## Biographie

### Carrière en club
Il participe à la Ligue Europa avec le Grasshopper Zurich.

### Carrière en sélection
Le 13 novembre 2015, Alban Pnishi joue son premier match avec le Kosovo, face à l'Albanie en amical (match nul 2-2 à Pristina).